# Krakoa
Krakoa és una illa de ficció sovint representada en els còmics de X-Men publicats per Marvel Comics. Va ser creada per l'escriptor Len Wein i l'artista Dave Cockrum, apareixent per primer cop a Giant-Size X-Men núm.1 (publicat el 25 de febrer de 1975 amb data de portada maig de 1975).
Es va representar originàriament com una illa molt petita de l'oceà Pacífic que es trobava prop d'un lloc on es feien algunes proves de bombardeig nuclear. La radiació d'alguna manera va mutar l'ecosistema de l'illa i la va convertir en una entitat viva. El Sergent Fury i els seus comandos van ser testimonis accidentals de la bomba que va crear Krakoa a inicis del 1945, i poc després es van estavellar allí i es van trobar amb la intel·ligència col·lectiva de l'illa; amb qui van arranjar una partida de peres pacífica a canvi de mantenir en secret la seva existència.
No obstant, més tard a Krakoa li va entrar gana i va voler aconseguir l'energia vital única creada pels mutants. Degut a això va ser responsable de la mort d'un equip de joves mutants, compost per Petra, Sway, Darwin, i Kid Vulcan (els dos últims van ser capaços de sobreviure, però es van trobar atrapats a Krakoa), que era liderat per Moira McTaggart. Posteriorment l'illa va ser capaç de capturar els X-Men originals també (que llavors eren Cyclops, Angel, Havok, Iceman, Jean Grey, i Polaris), cosa que va portar a la creació d'un nou equip de X-Men (amb Colossus, Nightcrawler, Storm, Sunfire, Thunderbird, Banshee, i Wolverine). El nou equip X-Men va trobar els X-Men originals i usant els seus poders Polaris va ser capaç d'enviar Krakoa a l'espai exterior.
Krakoa aparentment va ser trobada i capturada per al seu estudi per una entitat còsmica dita The Stranger, com es va veure quan Quasar va visitar un dels seus 'laboratoris de mons'. Krakoa va acabar sent alliberada juntament amb molts altres espècimens i va ser vista per última vegada orbitant la Terra fins que una ona d'energia de M-Day i el Collective va despertar a Vulcan. També es va revelar que abans de ser enviada a l'espai exterior, Krakoa va deixar anar diverses espores seves; que més tard li farien la vida impossible als X-Men.

## Derivats de Krakoa
Hi hagut diversos derivats de Krakoa:

### Vega Superior
La primera espora coneguda va ser Vega Superior, que va prendre el control d'una illa, més tard batejada com l'Illa de Wagner; a qui els habitants de l'illa van començar a venerar. Quan Nightcrawler es va estavellar amb el seu avió allí, va trobar Vega-Superior en les coves a sota l'illa; aquesta havia heretat els records del seu pare sobre el codi genètic dels X-Men, inclòs el de Nightcrawler. Va tractar d'estrangular a Nightcrawler, però al final l'X-Men va poder escapar. El projecte d'illa va crear versions dels X-Men, les quals va anomenar Vega-Men, a partir de materials naturals; la versió de Colossus estava feta de pedra, hi havia un Wolverine de gel, un Angel fet de fulles i ceps, un Nightcrawler fet de fang, i un Cyclops que disparava lava. No obstant, eren molt més febles que els X-Men i Nightcrawler les va poder derrotar fàcilment. Vega-Superior posteriorment el perseguiria fins a l'oceà abans d'adonar-se que no podia nedar.

### Krakoa II
Altra espora Krakoa va prendre el control d'un siti de construcció d'una illa tropical, i va ser descoberta i derrotada pels Young X-Men quan estaven investigant la desaparició de 56 treballadors de la construcció.

### Krakoa/ Híbrid Brood
Altra espora de Krakoa seria creada artificialment pel geni tecnològic anti-mutant Kaga, creant el seu propi híbrid a partir de DNA Brood per a atacar els X-Men en una data posterior. Finalment, la criatura va ser tallada a l'albor de la seva concepció per Cyclops (d'un sol atac).

### Krakoa III/ La Krakoa dels X-Men
Més tard quan Wolverine i uns altres X-Men es van escindir del grup de Cyclops, es va descobrir que Beast havia construït la Jean Grey School for Higher Learning a sobre d'un derivat "mascle" de Krakoa. Després que Quentin Quire (Kid Omega) tractés de raonar amb la cosa, el derivat de Krakoa va contactar amb Rachel Summers. Rachel li va traduir a Wolverine el que deia l'ésser: resulta que el Hellfire Club va fer que Krakoa els ataqués i que aquesta cosa era un mutant com ells. Rachel va descobrir que aquesta Krakoa havia sigut conreada pel membre del Hellfire Club Maximillian von Katzenelnbogen (un descendent de Victor Frankenstein) al seu superjardí artificial. Quan Rachel esmenta que Krakoa continua disculpant-se i vol unir-se als X-Men, Wolverine acaba deixant que Krakoa es quedi com a part de l'escola. Al cap de poc temps l'escola va començar a tenir dificultats econòmiques, i és Krakoa qui resol els problemes financers de l'escola fent créixer grans quantitats de diamants gegants als arbres que produeix. L'espai ocupat per Krakoa, els bamfs, i Doop van ser capaços d'evitar que Swarm envaís la Jean Grey School. Després que les Boires Terrigen foren alliberades a l'atmosfera terrestre i començaren a causar la pesta M-Pox que va ser letal per als mutants d'arreu del món, la X-Mansion va ser traslladada a la dimensió del Limbo que va servir de X-Haven (Refugi dels X-Men). Krakoa no va formar part del desplaçament i va traslladar la seva matèria biològica a alta mar per a funcionar com una illa independent a l'oceà Pacífic. Després Kid Omega, que va ser el seu únic company per un temps, va tornar a la Xavier School a suggerència de Thor. Krakoa va tornar a New York buscant-lo ja que el fill de l'illa vivent trobava a faltar el seu amic.

### La Krakoa de Mister Sinister
Mister Sinister també va obtenir unes poques espores de Krakoa i, com Maximillian von Frankenstein, va ser capaç de produir massivament la consciència de Krakoa; Essex fins i tot va convertir una en un castell mòbil a la seva ciutat subterrània. El castell, tanmateix, va ser cremat pels Phoenix Five.

### La Krakoa del Hellfire Club
Poc després que fos revelat que Maximillian von Frankenstein havia pogut produir massivament la consciència de Krakoa, aquest també va crear diverses Krakoes volcàniques perquè actuessin com les defenses de l'Acadèmia Hellfire; malgrat tot, totes van ser mortes durant la batalla contra els X-Men.

## Convertint-se en una nació sobirana per als mutants
Durant les històries de "House of X i Powers of X", Krakoa d'alguna manera va ser tornada a la Terra i va florir i créixer; pel que sembla absorbint els seus derivats. És revelat que Professor X va fer un acostament vers Krakoa i es va prendre el seu temps per a descobrir la identitat vertadera de l'illa; a Cypher li conta que ha mantingut contacte telepàtic amb Krakoa fins al punt que la relació entre l'illa i els mutants només ha fet que créixer. Fins i tot, quan Cypher va comunicar-se amb Krakoa a instàncies de Xavier, Krakoa va parlar del seu passat. Fa molt de temps hi va haver una gran terrestre anomenada Okkara, la qual va ser atacada per un enemic (que provenia del seu nucli) brandant una arma coneguda com la Twilight Sword (l'Espasa Crepuscular). Durant l'atac Okkara es va separar en dues criatures diferents, Krakoa i Arakko. Sembla que aquest acte va crear una mena de portal cap a una dimensió infernal, i els dimonis van envair el món. Apocalypse va arribar amb el seu Primer Cavaller i va poder frustrar l'atac segellant l'avenc i aïllant Arrako de Krakoa. Els cavallers van quedar tancats al costat d'Arrako a l'altra banda de l'avenc, per a la desgràcia de Krakoa. A mesura que passava el temps, una solitària i afligida Krakoa va acabar esdevenint inert fins que va ser reanimada a principis de 1945 per les proves nuclears estatunidenques. Krakoa seria transformada més tard en una nació sobirana per a mutants liderada per Professor X i produiria flors amb capacitat de créixer en unes poques hores, també estructures completes d'"Hàbitat" (que són entorns autosostenibles que formen part de la consciència interconnectada de Krakoa) van servir d'ambaixades a diversos països de la Terra; l'Àrea Blau de la Lluna, l'Àrea Verd de Mart i més enllà del sistema solar; tot mentre roman connectada a la seva ment eixam via Portals, que proporcionen viatges de manera instantània d'una part de Krakoa a una altra. Als portals només hi poden accedir els mutants, però si un mutant porta voluntàriament un ésser humà, aquest ésser humà ha de demanar permís a Krakoa per a utilitzar el portal.
Les flors també creen el No-Place, un hàbitat que existeix fora de la consciència col·lectiva de Krakoa i on Moira MacTaggert s'ha estat amagant. Fins i tot Krakoa no sap de l'existència d'aquest lloc. Krakoa és també l'únic lloc del món que té píndoles especials que allarguen la vida humana uns cinc anys, un antibiòtic "universal", i una cura per a les "malalties mentals en humans". A més', mentre que el cos principal de Krakoa es troba a l'oceà Pacífic, no gaire lluny d'Austràlia, a l'oceà Atlàntic també hi ha una altra gran superfície terrestre que està connectada de la mateixa manera que els "hàbitats" a la ment eixam.
El govern de Krakoa està encapçalat pel Consell Silenciós, compost per Charles Xavier, Magneto, Apocalypse, Exodus, Mister Sinister, Mystique, Emma Frost, Sebastian Shaw, Katherine Pryde, Jean Grey, Storm, Nightcrawler, l'illa vivent de Krakoa, Cypher, i una organització dita els Grans Capitans (liderada per Cyclops i composta per Magik, Bishop, i Gorgon. Gràcies a la manipulació telepàtica d'Emma Frost, la gran majoria del món reconeix Krakoa i va establir vincles diplomàtics o comercials amb les comptades excepcions de Wakanda, Atlantis, Azania, Canaan, Kenya, Hondures, Brasil, Santo Marco, Terra Verde, Veneçuela, Iran, Madripoor, Corea del Nord, Latveria, i Rússia per temes polítics o ideològics o perquè pertanyen al Protectorat Econòmic de Wakanda.
A més a més, a Emma Frost se li va permetre separar un tros de Krakoa perquè pogués tenir un regne privat propi lluny de la costa. Així mateix, a Bar Sinister, tot i que no part de Krakoa, se li va afegir terreny amb Flors de Krakoa que modifiquen l'antiga base secreta de Mister Sinister en un Hàbitat de Krakoa; un bioma diplomàtic interconnectat amb la consciència col·lectiva de la nació insular.
Cypher també va desenvolupar el seu propi idioma mutant– el krakoà – que s'implanta psíquicament quan els mutants arriben a l'illa i va crear tot un sistema per a manejar el trànsit de la xarxa de Krakoa; supervisada per Sage. Com l'illa en si mateix és intel·ligent les habilitats de manipulació de plantes de Black Tom li atorguen a aquest un vincle únic que el connecta amb l'illa i tota la vida vegetal que l'envolta. La connexió que va seguir va significar una expansió del seu camp de consciència i ara inclou el plàncton i les algues del mar dels voltants i els bacteris i espores que floten en l'aire mateix. En total, la consciència basada en plantes de Black Tom li dona un radi de 25 milles de sensibilitat fina sobre tot allò que entra i surt de la nació insular.
Els assoliments actuals de Krakoa també tenen un preu. Per a nodrir-se Krakoa ha de consumir dos mutants a l'any o bé absorbir d'altra manera l'energia mutant mitjançant una solució més sostenible. Des que Krakoa es va convertir en la base d'operacions per a un nombre creixent de mutants, l'illa pot nodrir-se prenent un mínim teòricament inofensiu d'energia psíquica de cada mutant. Eixe procés és supervisat per dos mutants que són "vampirs psíquics", Selene i Emplate.
Tot i això, fins i tot amb les defenses considerables de l'illa, sembla que Krakoa encara és vulnerable. El primer gran atac contra el sòl krakoà el va fer un tèrbol grup anti-mutant que va ser capaç de saltar-se les defenses de Krakoa capturant a Domino i falsificant la seva signatura biològica; i tot i que la connexió de Black Tom amb Krakoa i el seu sistema de defensa (que és molt avançat) fa que Tom sigui alertat de l'atac fins i tot abans que els psíquics residents Jean Grey i Charles Xavier se n'adonen, l'atac va causar la mort de molts mutants.
Un altre atac va ser escomès per una petita banda d'eco-terroristes, dits l'Hordeculture. Aquest grup va provar ser capaç de pertorbar l'ecosistema de Krakoa amb un pirateig biològic de Krakoa i així van obrir els seus portals, cosa que va afectar els residents de l'illa. Més enllà d'alguna criatura salvatge inusualment agressiva i una disminució minsa de la massa de terra, Jean Grey, Emma Frost i els altres telepatins de l'illa es van adonar que Krakoa estava prenent més energia psíquica del normal.
Més tard, una illa estranya i misteriosa amb un gran volcà va aparèixer sobtadament a la costa de Krakoa, fent que l'illa canviés de rumb i es dirigís cap a ella. Amb Doug Ramsey fora de l'illa, comunicar-se amb Krakoa és difícil si no impossible; per la qual cosa Cyclops va anar amb Cable i Prestige a investigar la nova massa de terra. A l'arribada descobreixen que el gran volcà conté tentacles brillants i multicolors que sobresurten d'ell, i després se troben selva espessa semblant a la de la Terra Salvatge poblada amb criatures estranyes amb la pell molt blanca. Un ésser d'eixa raça s'identifica com l'"Invocador d'Arakko" i mentre que la misteriosa illa no es va identificar pel seu nom, sembla que era una part més moderna de la terra perduda d'Arakko (l'altra meitat de Krakoa). Els invocadors són éssers sense nom que són capaços d'invocar éssers extradimensionals de la dimensió on Arakko hi és. Després d'un malentès amb Cable, Prestige és capaç de donar a l'Invocador coneixement sobre el krakoà; permetent així la comunicació. L'Invocador els acaba explicant que les dues illes s'estimen.
A mesura que Krakoa s'acosta a l'illa estranya, els circells forals de les dues illes s'estenen i així es fusionen en una única illa molt més gran que ara es divideix entre l'exuberant part de Krakoa i la massa de terra aliena de la misteriosa illa (que ara és dita Arak Coral). El volcà d'Arak Coral conté un portal que connecta amb la dimensió on existeix Arakko, el qual actualment no està obert.

## Altres versions
En la realitat de l'Ultimate Marvel, Krakoa apareix en números d'Ultimate X-Men. L'illa de Krakoa és al sud de Genosha (que en realitat és un vast regne anti-mutant liderat per Lord Scheele) i del camp de tir per al xou d'impacte de Mojo Adams, en el qual s'executen mutants; com ara l'assassí de Scheele (Arthur Centino també dit Longshot).
A What If?: Deadly Genesis, el viatge de Vulcan fins a Krakoa acaba amb ell matant els X-Men per accident abans que l'illa es propulse fins a l'espai. Anys més tard és descoberta per Silver Surfer, i l'anàlisi de la caverna amb els poders de Sway revela el que li va passar realment a l'equip original.